# Військова школа (Париж)

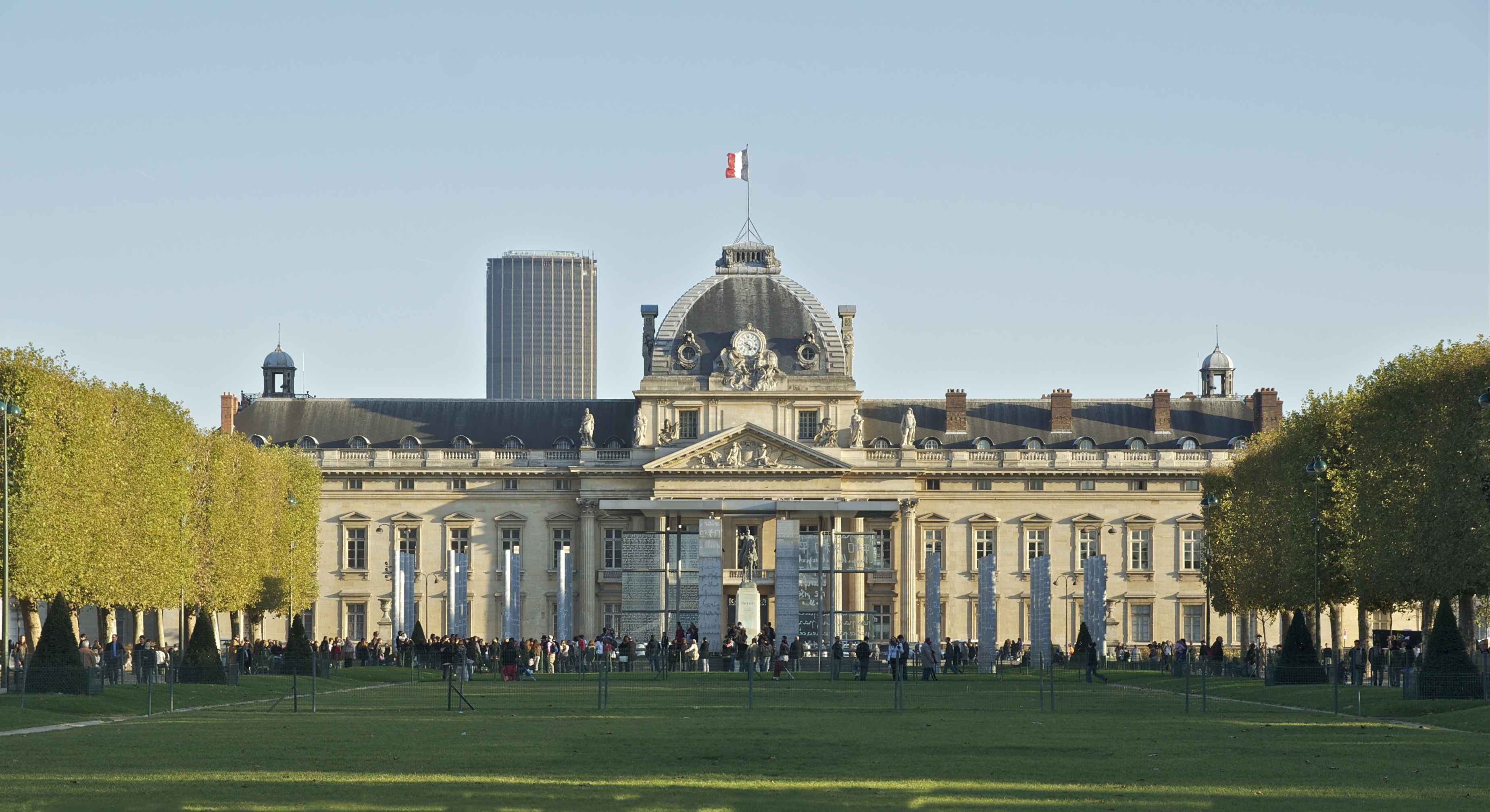
Передня частина, військової школи

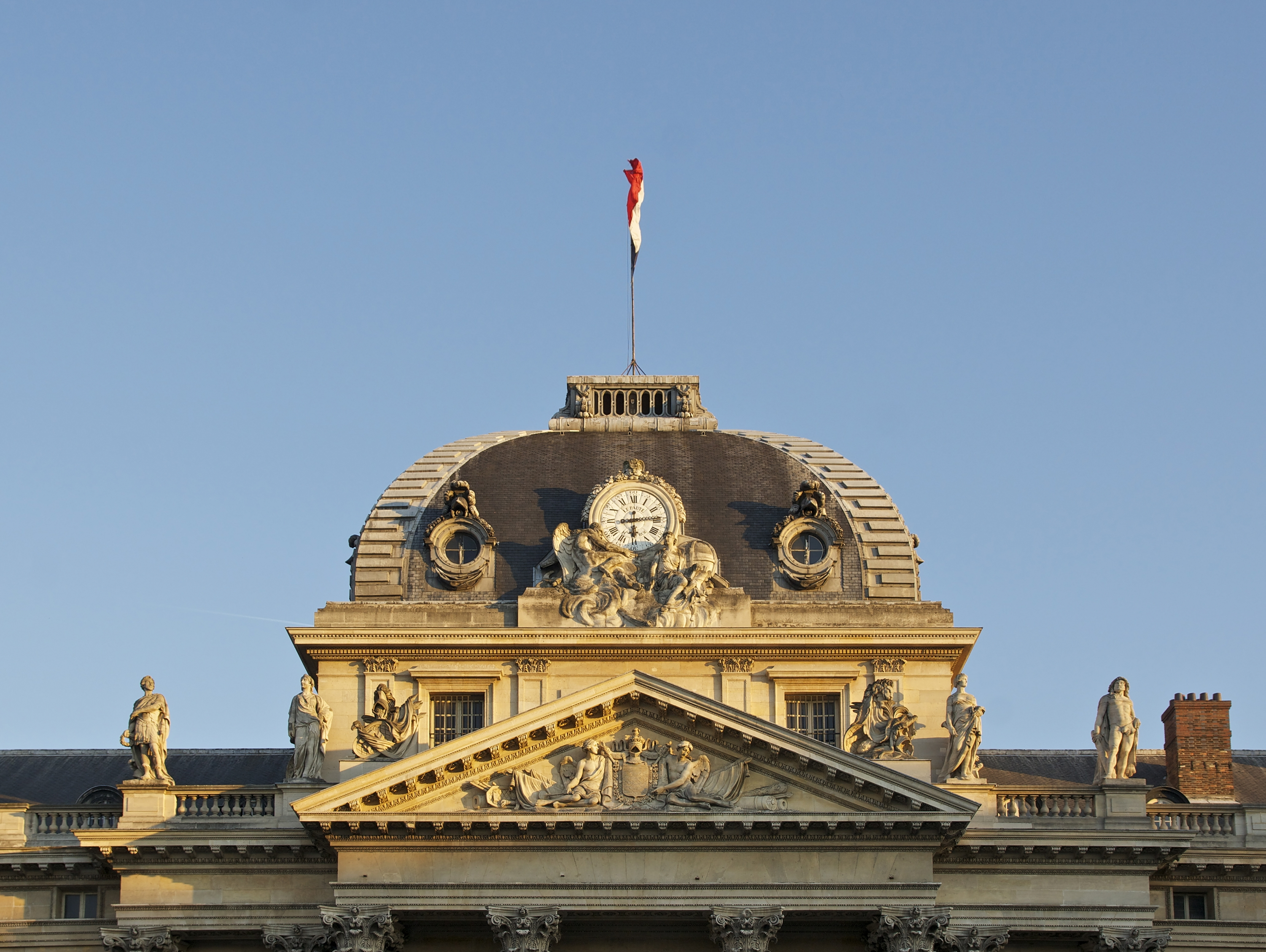
Фронтон

Військова школа — великий комплекс будівель різних військових установ Франції, розташований в 7-му окрузі Парижа, в південно-східній частині Марсового поля. 

## Історія

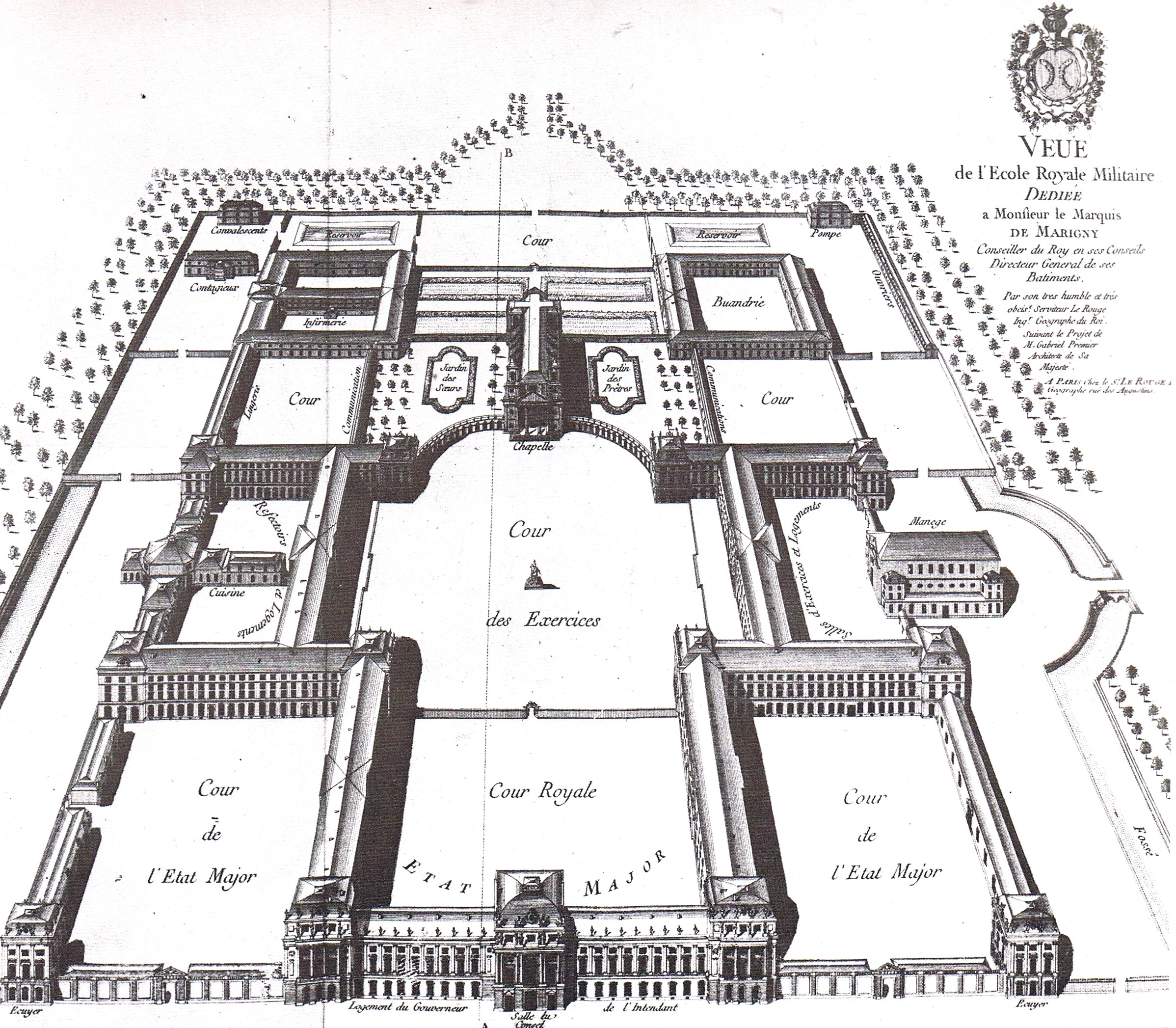
Анж Жак Габріель, Військова школа, 1751.

### Створення Військової школи
Школу було засновано у 1748 році, після закінчення війни за австрійську спадщину. Ця війна була нелегкою для Франції, зокрема через непідготовленість королівських полків. Тому Моріц Саксонський, який воював на стороні французької армії, пропонує королю Людовику XV заснувати школу королівської армії. Доклавши значних зусиль, він отримує підтримку від Мадам де Помпадур, коханки і радника короля, і фінансиста Жозефа Парі Дюверне, яким вдається переконати короля заснувати заклад для військової освіти вихідців з бідних дворянських сімей.

### Проєкт Анжа Жака Габріеля
Архітектором, який був обраний, щоб здійснити цей проєкт був Анж Жак Габріель — перший архітектор короля. Архітектор починає малювати плани побудови споруди більш великої і більш грандіозної, ніж Дім Інвалідів, побудований Людовиком XIV. Свій проєкт він представляє 24 червня 1751 року. Будівля планується величезна, красиві фасади, і багато деталей показують, що архітектор, приклав значних зусиль, щоб виконати бажання короля.
Планується побудувати в центрі будівлі величезну церкву, набагато більшу, ніж у Домі Інвалідів, із колонами, як у соборі Святого Петра в Римі.

### Будівництво[6].

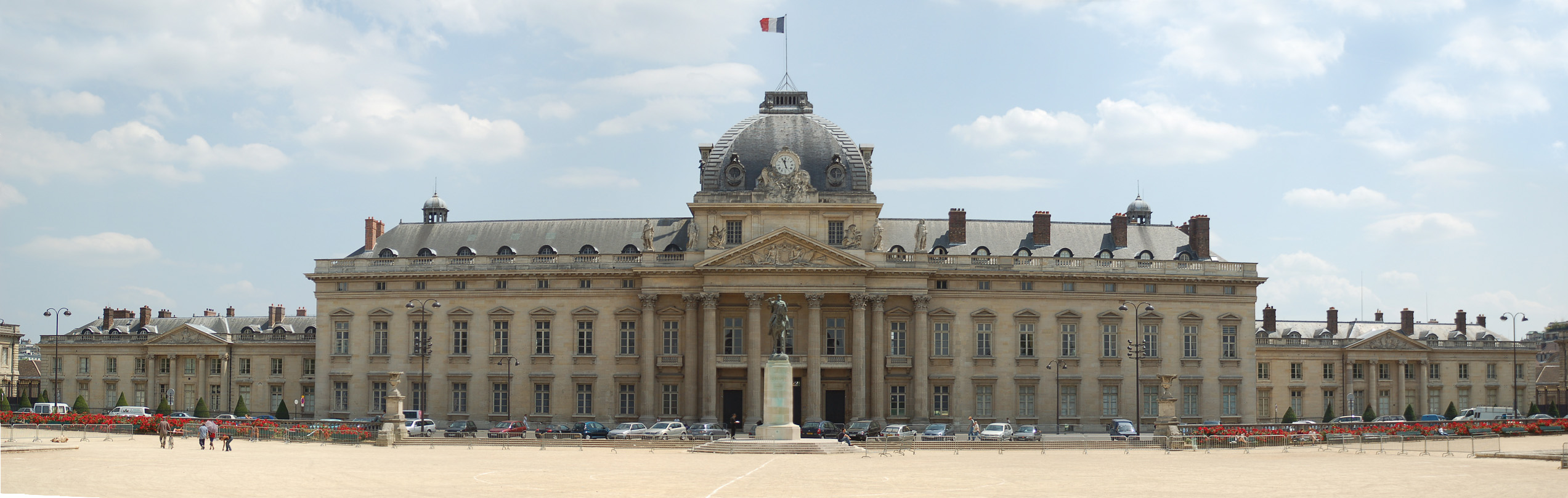
Фасад Військової школи в 2006.

Будівництво військової школи почалося 13 вересня 1751 році, з риття великої ями, проте дуже швидко кошти на будівництво закінчуються. Роботи просувалися настільки повільно, що тільки в 1754 році було розпочато будову основних споруд, тому, щоб не поставити під загрозу відкриття школи, було вирішено розмістити, для початку, невелику кількість учнів, в гуртожитках та аудиторіях, і у 1756 році, школа відкриває свої двері для двохста кадетів.
Робота триває, але фінансове становище стає все більш скрутнішим. Мадам де Помпадур і Жозеф Парі Дюверне не можуть фінансувати побудову всієї будівлі, тому в 1760 році, король вирішує, що установа буде розділена між Військовою академією і Королівським стрілецьким коледжем.
Габріель повертається до роботи, але йому довелося видалити з проєкту деякі деталі через нестачу коштів. від оригінального проєкту залишився тільки фасад, з боку Марсового поля. В 1780 році, попри те, що установа функціонувала уже протягом більше ніж двадцяти років, її будівництво було завершено. Найвідомішими серед тих, хто навчався в цій школі були Наполеон I Бонапарт, а також дипломат, письменник і перекладач Жан-Франсуа де Бургоен.
9 жовтня 1787, Військову школу було закрито. Будівля була покинутою багато років, протягом яких використовувалася за різним призначенням, по мірі яких розширялася, і набула зовнішнього вигляду, який можна побачити в даний час.
У 1878 у стінах школи було відкрито Військовий коледж. Потім, в 1911 році туди перемістився центр передових військових досліджень. З цього моменту, вона не перестає навчати офіцерів.
З 1951, по 1966 рік, була Оборонним коледжем НАТО, який зараз знаходиться в Римі.

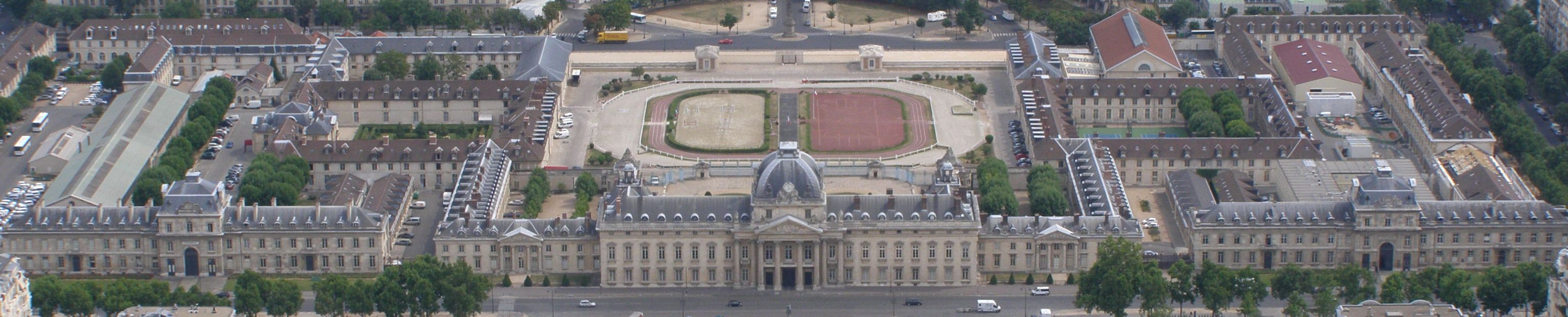
Військова школа в 2008.

## Архітектура та планування

### Фасад
Заснована в часи правління Людовика XV, Військова школа повинна бути місцем навчання для молодих офіцерів. Людовик XIV, як правитель-миротворець, вважає, що потрібно  застосовувати силу з розумом, щоб встановити мир. Це проілюстровано прямо на фронтоні головного павільйону школи, над трофеями, які обрамляють герб Людовика XV можна побачити статуї зліва, «Перемогу», представлену у вигляді Людовика XV, і «Францію», яка символізує жінку, ; праворуч, можна спостерігати «Мир», з півнем біля ніг, і «Силу», показану статуєю Геракла.

### Замок і передній двір
«Замок» є центральною частиною військової школи. Він відрізняється від основної будівлі чотирикутним куполом, що за архітектурою схожий на купол палацу Лувра. Він включає в себе сходи, кімнату сторожа, у якій є бюсти, а також п'ять портретів великих офіцерів, кімнату відпочинку, каплицю і бібліотеку.

### Каплиця Людовика IX Святого

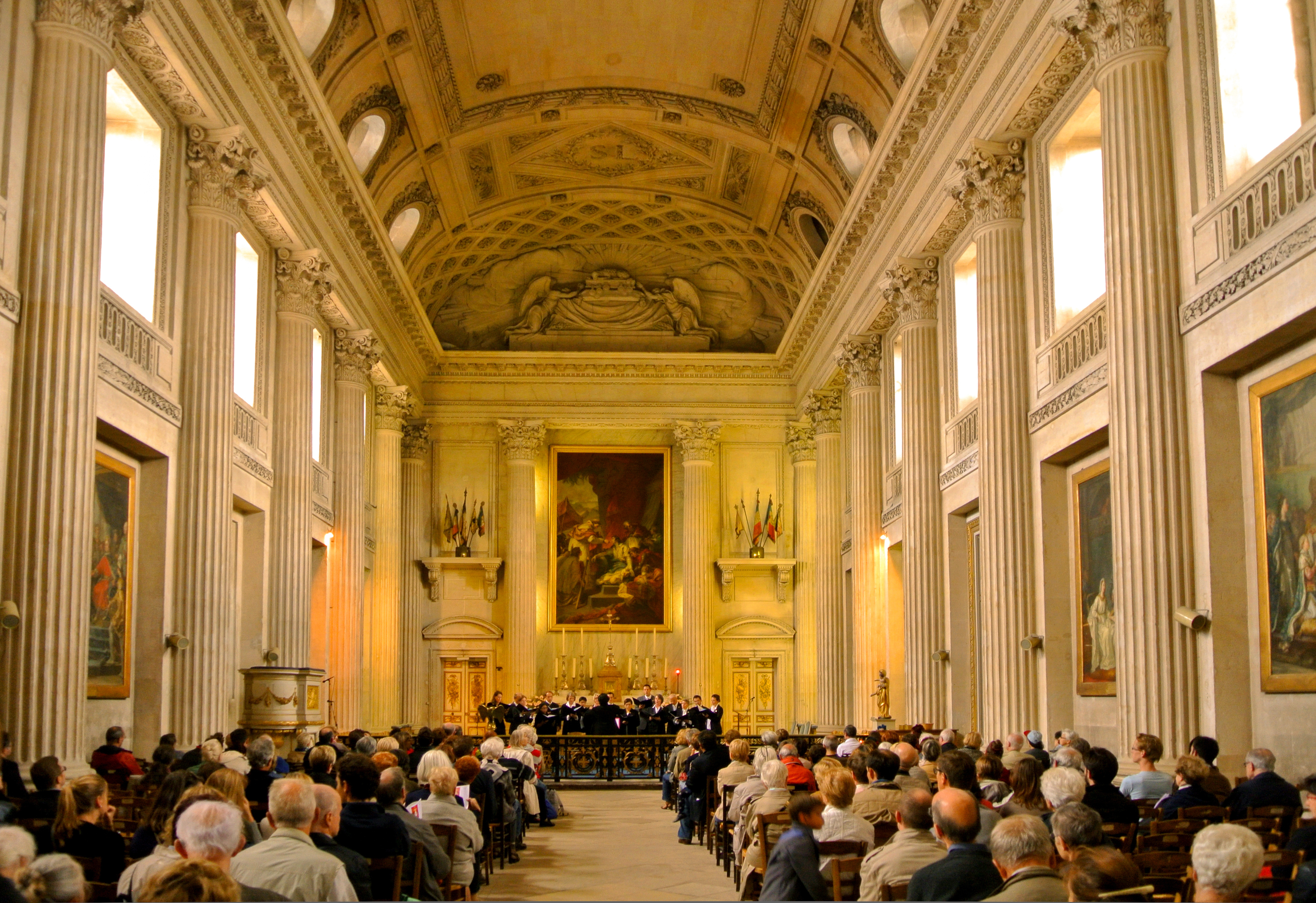
Каплиця Людовика IX Святого

Каплицю військового училища було побудовано відповідно до планів Анжа Жака Габріеля в честь Людовика IX Святого. ЇЇ було розграбовано під час Революції, і вона пустувала дуже тривалий період часу. Каплиця була повернута на поклоніння в 1952 році.

## Органи військового училища
Військова Школа в даний час об'єднує в собі усі установи вищої військової освіти Франції, серед яких: центр вищих військових досліджень(CHEM), військова школа, Інститут стратегічних досліджень при військовій школі(IRSEM), а також інші військові установи.
Будівля також має у собі два національних науково-дослідницьких інститути.
З 2009 року, в ньому також знаходиться центр документації військової школи(CDEM).